# Набу-аххе-буллит
Набу-аххе-буллит — правитель Месопотамии в VI веке до н. э.

## Биография
Набу-аххе-буллит, вавилонянин по происхождению, сначала был наместником у последнего правителя Нововавилонского царства Набонида. По утверждению некоторых исследователей, Набу-аххе-буллит занял этот пост в 547 году до н. э. вместо Терике-сарруцу.
После захвата Вавилонии персами в 539 году до н. э. Набу-аххе-буллит стал служить уже им. Это его правление продлилось три года, после чего вавилонским сатрапом стал перс Гобрий II. По предположению Дандамаева М. А., возможно, к этому времени Набу-аххе-буллит уже умер.